# Digitale Souveränität
Unter digitaler Souveränität werden im politischen Diskurs Möglichkeiten zur selbstbestimmten Nutzung und Gestaltung von Informationstechnik durch Gesellschaften, Staaten, Unternehmen und Individuen diskutiert. Dies umfasst sowohl die digitale Kompetenz als Sachkenntnis als auch die Kompetenz im Sinne von Befugnis, Tätigkeiten auch eigenständig ausüben zu dürfen.

## Bedeutung
Abgeleitet vom staatlichen Begriff der Souveränität bezieht sich digitale Souveränität zum einen spezieller auf Handlungsmöglichkeiten im digitalen Raum und zum anderen allgemeiner auf die Fähigkeiten weiterer gesellschaftlicher Akteure aus Verwaltung und Wirtschaft bis zu einzelnen Gruppen und Personen. Je nach Sichtweise werden verschiedene Aspekte digitaler Souveränität betont.

### Individuelle Fähigkeiten

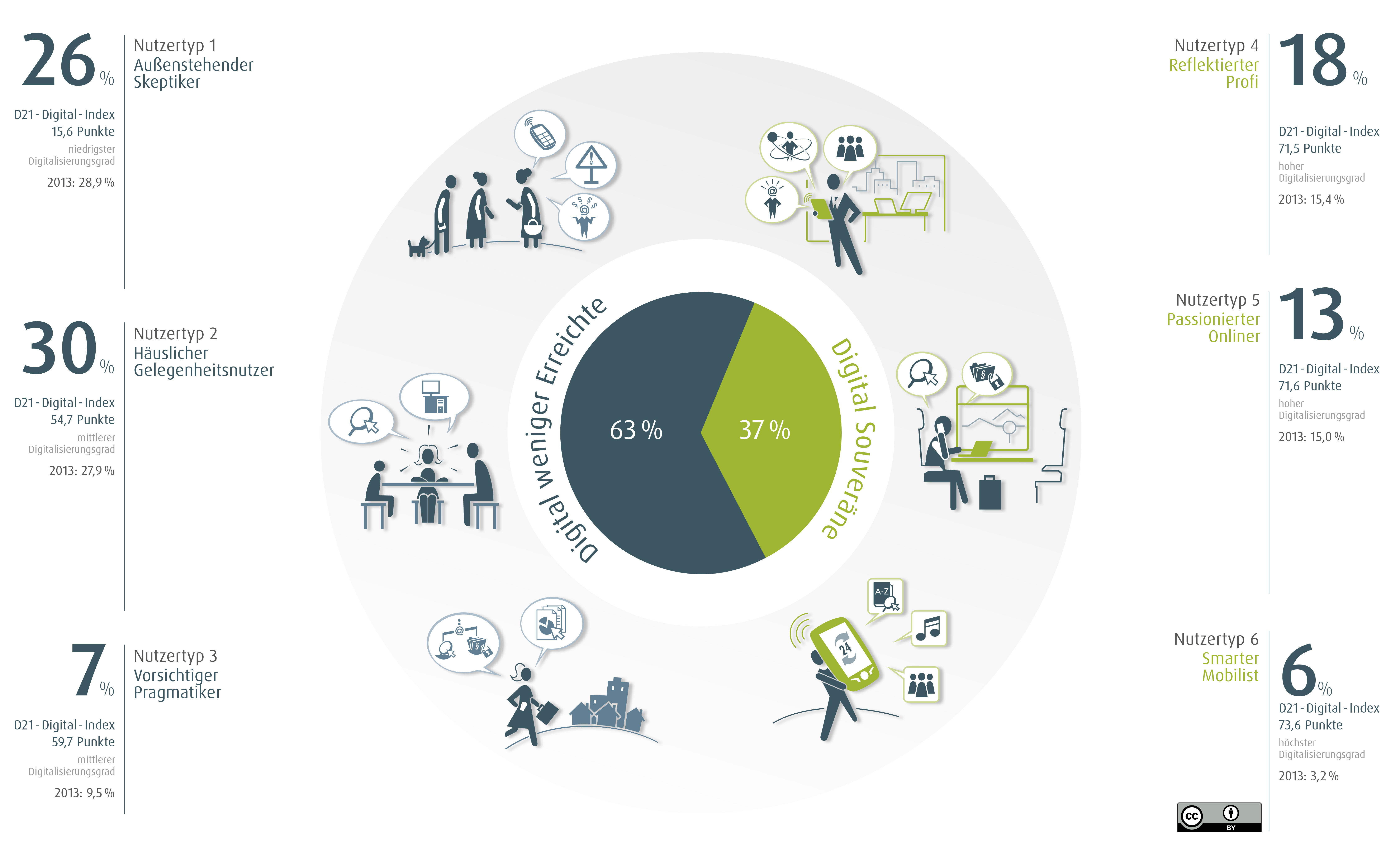
Die digitale Gesellschaft in Deutschland und ihre Nutzertypen: 63% digital wenig Erreichte und 37 % digital Souveräne

Die individuellen Fähigkeiten des Einzelnen bestimmen dessen digitale Souveränität in hohem Maße. Denn digitale Souveränität, als Erweiterung des Begriffes Medienkompetenz, umfasst neben dem souveränen Umgang mit digitalen Medien auch die Kompetenz, sich mit relevanten Sicherheitsaspekten und möglichen Risiken auseinanderzusetzen. Laut einer Studie der Initiative D21 sind bisher nur 37 Prozent der Bevölkerung digital souverän, d. h. vertraut im Umgang mit digitalen Medien (2013: 33 Prozent). In der im Oktober 2013 veröffentlichten Studie des Bundesministeriums des Innern zum Thema „Zukunftspfade – Digitales Deutschland 2020“ wird konstatiert, dass das Schaffen von digitaler Souveränität in der Gesellschaft zwar von Schulen, Bildungseinrichtungen und Unternehmen vorangetrieben und unterstützt werden müsse, in erster Linie aber jeder Einzelne individuell für den Aufbau seiner eigenen digitalen Souveränität verantwortlich sei.

### Angebote
Eine weitere Voraussetzung ist die Etablierung von Angeboten, die digital souveränes Handeln ermöglichen. Erst die Bereitstellung von entsprechenden Produkten und Technologien, die auf allgemein akzeptierten Standards aufbauen, verhelfen zu digitaler Souveränität für den Einzelnen sowie auch für Regierungen: Die Bundesregierung verfolgte 2024 eine „Strategie zur Stärkung der digitalen Souveränität der IT der öffentlichen Verwaltung“, um sich unabhängiger von einzelnen Anbietern und Produkten, wie u. a. auch den Angeboten von Big Tech, zu machen und ihre Resilienz durch die Austauschbarkeit von Komponenten zu erhöhen. Gleichzeitig war 2024 allerdings festzustellen, dass das tatsächliche Handeln von Bundesbehörden und von ganzen Bundesländern, deutlich ausgenommen davon ist Schleswig-Holstein, dem weiterhin entgegengesetzt zu noch mehr Nutzung und Bindung an insbesondere Microsoft-Produkte, wie MS-Azure, MS-365 sowie MS-Teams, beschritten und geplant wird und dass dadurch u. a. die dortigen Abhängigkeiten vom Mega-Konzern und die dort jetzt bereits schon sehr ausgeprägt bestehenden Lock-in-Effekte noch weiter verstärkt werden.
Der Verband BITKOM nannte z. B. 2014 in seiner damaligen Publikation „IT-Strategie – Digitale Agenda für Deutschland“ den Ausbau sicherer und innovativer IT-Systeme als wesentliche Komponente im Hinblick auf die zukünftige digitale Entwicklung der Gesellschaft der Bundesrepublik. In der überarbeiteten 2020er Neufassung der BITKOM-Digitalstrategie namens „Last Call: Germany! Die Bitkom-Digitalstrategie 2025“ nimmt dieser Aspekt allerdings einen geringeren Raum ein.
Die deutsche 25ste Bundesregierung widmete sich in ihrer 2022 veröffentlichten Digitalstrategie Deutschland umfangreich dem Thema einer digital souveränen Gesellschaft aus ihrer Sicht, wobei eine Umsetzung der dort skizzierten Ziele und Maßnahmen allerdings deutlich langsam bzw. lückenhaft voranschreitet und stagniert.

### Transportweg
Die Bereitstellung sicherer Transportwege ist zur Gewährleistung digitaler Souveränität essentiell. Spätestens seit 2014 wird auch innerhalb der Politik vermehrt die Entwicklung entsprechender technologischer Möglichkeiten gefordert. Die Notwendigkeit einer Ende-zu-Ende-Verschlüsselung wird entsprechend verstärkt diskutiert, welche die IT-Sicherheit erhöhen und die Gefahr von Datenmissbrauch verringern soll.
Als Folge der so genannten NSA-Affäre wird vermehrt ein System gefordert, das die vertrauliche und sichere Übermittlung von Daten garantiert, um vollständige digitale Souveränität zu ermöglichen. Der Einsatz transparenter, nachprüfbarer und zertifizierter Verfahren soll das Vertrauen in IT-Produkte und -Prozesse stärken und den sicheren und langfristigen Aufbau digitaler Souveränität unterstützen.

### Gesetzgebung bzw. Regulierung
Die äußeren Gegebenheiten beeinflussen zu einem großen Teil die digitale Souveränität der Bürger einer Gesellschaft und der Gesellschaft selbst. In diesem Zusammenhang sind auch eine einheitliche und eindeutige Gesetzgebung sowie staatliche Regulierungen wie Datenschutzrichtlinien und standardisierte Verfahren wichtig. Auch die Diskussion um die Einführung einer EU-Datenschutzrichtlinie, die auch auf Daten in und aus dem Internet anwendbar sein soll, unterstreicht die Relevanz des Themas digitale Souveränität.
Bei Maßnahmen zur Regulierung bzw. zum Schutz des Digitalen Raums kollidiert dabei die dezentrale Natur des Internets mit dem klassischen Ressortprinzip staatlicher Behörden. Entsprechend unterschiedlich fallen die Lösungsansätze aus: Von 27 EU-Staaten verfügen lediglich Luxemburg und Polen über ein eigenes Digitalministerium, andere Länder siedeln den Bereich bei der Regierungszentrale an oder integrieren ihn in das Wirtschafts-, Finanz-, Infrastruktur- oder Innenministerium.

### Infrastruktur
Als Grundlage der zuvor genannten Aspekte wird vielfach der Zugang zu sicherer IT-Infrastruktur, also Hardware, als Technologiesouveränität genannt. Dies bezieht Fragen der Ressourcenbeschaffung, Produktentwicklung und Forschungsförderung mit ein.

## Rezeption
Daniel Lambach (Goethe-Universität) und Kai Oppermann (TU Chemnitz) beurteilen digitale Souveränität als besonders präsentes Konzept der EU-Digitalpolitik, das maßgeblich von den Narrativen der innerdeutschen Debatte geprägt sei. Sie identifizierten sieben miteinander verwobene Narrative (wirtschaftlicher Wohlstand, Sicherheit, Europäischer Lebensstil zwischen Liberalismus und Autoritarismus, Staats- und Verwaltungsmodernisierung, Datenschutz, Verbraucherschutz, Demokratieverständnis), die in diesem Zusammenhang assoziiert werden. Dies mache digitale Souveränität zwar in besonderer Weise politisch anschlussfähig und zum Bestandteil Europäischer Integration, sorge aufgrund der begrifflichen Unschärfe sowie konkurrierenden Konzept der Technologiesouveränität und strategischen Autonomie aber auch wiederholt zu Missverständnissen und berge Risiken.

### Wirtschaftliche Wettbewerbsfähigkeit und technologische Unabhängigkeit
Ein zentraler Aspekt der digitalen Souveränität ist die Fähigkeit, wirtschaftliche Wettbewerbsfähigkeit und technologische Unabhängigkeit zu fördern. Die Diskussion um digitale Souveränität bezieht sich hierbei auf die Schaffung von Rahmenbedingungen, die es ermöglichen, Abhängigkeiten von ausländischen Anbietern zu reduzieren. Ein Beispiel ist die Förderung nationaler und europäischer IT-Infrastrukturen sowie die Entwicklung alternativer Technologien zu bestehenden marktbeherrschenden Systemen.
Laut einer Studie des Fraunhofer-Instituts für System- und Innovationsforschung (ISI) ist der Aufbau eigenständiger digitaler Kapazitäten nicht nur eine Voraussetzung für die Resilienz gegenüber externen Abhängigkeiten, sondern auch ein wesentlicher Faktor für die langfristige Innovationsfähigkeit und Wettbewerbsfähigkeit. Gleichzeitig betonen Autoren wie Lambach und Oppermann, dass die Europäische Union verstärkt auf narrative Strategien setzt, um die digitale Souveränität als politisches Ziel zu verankern.
Im Jahr 2024 wurde von der deutschen Bundesregierung eine Strategie zur Stärkung der digitalen Souveränität veröffentlicht, die unter anderem auf die Nutzung offener Standards und die Förderung regionaler Technologien abzielt. Dennoch bleibt die Umsetzung dieser Strategien eine Herausforderung, da insbesondere Lock-in-Effekte durch marktbeherrschende Anbieter wie Microsoft weiterhin bestehen.